# 金輪國師
金輪國師（前二版称金轮法王）是香港作家金庸武俠小說作品《神鵰俠侶》中的最大的反派人物，為蒙古喇嘛及第一國師（前版是蒙古法王)，也是蒙古武林高手的首領和蒙古滅宋的謀士，為金庸小說中武功絕頂的高手之一。主要在四王爺忽必烈帳下出謀獻策，並長期協助蒙古攻打宋朝，主要以刺殺、捉敵、擾敵、消滅中原抗蒙力量為主。
金輪國師一身蒙藏僧侶裝扮，身披黃袍、極高極瘦、身形猶似竹桿一般，腦門微陷，便似一支碟子一般。雖然出身佛門，但有別於出家人慈悲為懷的形象，性格惡毒，且其作風狠毒嗜殺，陰險奸詐（如：打算以剛出生的郭襄威脅敵人投降，只是失敗），兇狠毒辣，鬼計多端，老謀深算，反覆無常，不顧信義（如：曾在打賭中暗算且企圖殺死老頑童周伯通），忘恩負義（如：利用曾為自己解穴的郭襄脅迫對手投降），平日在陌生人前表現得深藏不露和虛偽狡詐，為達到目的可以不擇手段和乘人之危，即使要脅愛徒兼敵人郭靖之女郭襄也在所不惜，又乘郭靖重傷之際而率領武林高手偷襲襄陽，同時為剷除爭奪蒙古第一勇士的競爭對手，不惜陷害尼摩星，使其踏到李莫愁的冰魂銀針，最終殘廢。為消滅全真教，企圖以石頭封死洞穴，困死在裏面閉關修煉全真五子，但後來再度卻敗於楊過手下。金輪國師本就是是一個不折不扣卑鄙和背信棄義的小人，因此為楊過、小龍女和郭靖夫婦為首中原人士主要敵人之一，可見性格丶行事作風和為人品德與前傳射雕英雄傳的最大反派兼本書主角楊過的義父西毒歐陽鋒極其相似，甚至有過之而無不及，人物形象和為人與本書另一位僧人兼身為天下五絕之一的南帝一燈大師形成強烈的對比。曾三番四次威迫郭靖投降，為中原人士所不恥，因此曾郭靖等人稱他為奸僧。

登場回數:(神)12-14,16-26,37-39

## 相關情節
在《神鵰俠侶》登場時，這位蒙古國師的武學造詣便高於中原大部分高手，只是與中原武林的最絕頂高手如黃藥師、一燈大師等人在伯仲之間，而且按推論可肯定應略高於中原另一位大高手裘千仞，但按書中情節應略遜於中原全真教的周伯通、大俠郭靖，因此多次較勁也是郭靖佔上風，亦曾嘆自己修為不及周伯通。即使如此，也曾多次敗在武功實力遠低於己的楊過和小龍女的雙劍合壁的手上和小龍女以左右互搏使出的玉女素心劍法。
擅使金、銀、銅、鐵、鉛五輪，因此得到「五輪法王」、「金輪法王」等稱號；內功則精研密宗護教神功「龍象般若功」，在小說末段練到成就空前的第十層境界。
以國師身分協助由忽必烈統率的蒙古軍攻打南宋，多次與包括主角楊過、小龍女和郭靖、黃蓉夫婦在內的南宋武林高手對抗，多次密謀暗算或要脅鎮守襄陽的郭靖，為中原武林人士主要敵人之一，是該書中最大的反派人物。
金輪國師曾收弟子三名，其中大弟子資質聰穎，卻英年早逝；二弟子達爾巴忠厚而資質駑鈍；三弟子霍都性格巧詐涼薄，不為乃師所喜；是故國師亟欲另覓良材，將一身絕學傾囊相授。
大勝關陸家莊的英雄大會裏，中原武林豪傑欲選出武林盟主，金輪國師首次登埸。此時，金輪國師偕其徒弟和蒙古武士一行前來攪局，出來與郭靖競爭武林盟主之位，一時精彩紛呈，甚是熱鬧，三場比試以定盟主誰屬，好戲開演。剛卸下丐幫幫主一職的黃蓉想出「下駟鬥其上駟、上駟鬥其中駟、中駟鬥其下駟」的妙策以應付三場比試，可是先兩場比試在雙方均有使詐的情況下未能真正分出勝負，致使妙計未能得逞。到最後一場比試，古墓派第三代掌門人小龙女與楊過師徒大戰金輪國師，這時她當然還不是金輪國師的對手，在楊過與小龍女險遭金輪國師殺手時，幸得郭靖出手，以驚世駭俗的武學修為使出「降龍十八掌」中的「飛龍在天」，才打傷了金輪國師，蒙古人被迫徹退。 
於比試受挫後心有不甘，在陸家莊附近徘徊，伺機報復。捉了剛被拒婚即郭靖與黃蓉女兒郭芙作人質後，在酒樓又遇上楊過、小龍女、怀孕的黃蓉、武敦儒、武修文等人，卻不敵楊、龍二人剛練成的「玉女素心劍法」而愴惶敗退，郭芙給眾人救回。翌日又乘隙對黄蓉，郭芙，武氏兄弟下手，幸虧楊過和程英趕来相助，又一次失敗而回。 　　
後來，國師奉忽必烈之命招攬全真教高手周伯通，便與尼摩星、尹克西、楊過、瀟湘子、麻光佐一同進入絕情谷，期間認識了谷主公孫止和其元配裘千尺，但最終也未有機會招攬周伯通。
之後，楊過為報所謂的「殺父深仇」，加上急於換取情花毒解藥絕情丹便答應忽必烈刺殺郭靖，與此同時忽必烈以「蒙古第一勇士」引誘金輪國師為首的蒙古高手刺殺鎮守襄陽的郭靖，國師野心大增，國師隨蒙古大軍進犯襄陽，期間國師打算把箭頭射向以「上天梯」功夫攀上城牆郭靖，企圖使其失足墜下，但郭靖反被楊過、朱子柳所救，國師則警告楊過反覆無常，提醒忽必烈多加提防，忽必烈卻不以為然。然而此舉卻激怒郭靖，郭靖反而把箭頭射向蒙古軍旗，使蒙古軍心渙散，大敗而回。
不久，郭靖的徒弟武敦儒、武修文兩兄妹為討師妹郭芙歡心，企圖行刺忽必烈立功，結果失敗被擒，郭靖與楊過被迫親赴蒙古軍營贖回徒弟，二人離開後，金輪國師為獲得「蒙古第一勇士」的稱號，便在忽必烈的默許下，便以「私仇」的名義偕同一眾蒙古高手行刺郭靖，激戰一番後，郭靖寡不敵眾，酣鬥中金輪國師乘虛，以掌擊將其重創。郭靖身負重傷，得楊過、冯默风之助而退回城中，此舉令國師更認定楊過是言而無信的「小人」。
郭靖重傷後，金輪國師欲乘虛而入，派霍都向黃蓉下戰書，企圖再次行刺郭靖、黃蓉，次日，金輪國師等蒙古高手夜闖襄阳城，欲生擒他們夫婦，剛巧正值黄蓉臨盆之時，郭靖傷勢未癒，一時之間國師無人能制，局勢又陷危機，幸虧得蒙楊過、小龍女、朱子柳、郭芙、魯有腳等一眾中原武林豪傑纏繞國師一行人，加上楊過謊稱公孫止的君子劍、淑女劍沾有劇毒，國師也心知公孫止為人奸詐陰毒，便相信楊過的謊言，一時也不敢下全力，之後楊過又以假郭靖引走金輪國師與尼摩星，郭靖夫婦順利逃走，期間國師再度與楊過、小龍女二人合力使出的「玉女素心劍法」，國師苦苦支撐，同時亦發現小龍女手中的嬰兒郭襄其實是郭靖、黃蓉的女兒，國師動起歪念，要活捉郭襄脅迫郭靖、黃蓉投降，自己亦順利獲得「蒙古第一勇士」的稱號。危急時刻，小龍女的師姐「赤練仙子」李莫愁眼見小龍女手抱嬰兒，誤以為嬰兒是楊過與小龍女的女兒，打算以此要脅迫使楊過與小龍女交出玉女心經，於是李莫愁也趕來凑熱鬧，在混亂中搶去襁褓中的嬰兒郭襄，奔出城去，施展輕功與金輪國師、楊過鬥在一起，在激烈文戰中，郭襄輾轉被三大高手中傳遞，最終郭襄被李莫愁所得，金輪國師不甘盤算化為鳥有，便一路把楊過與李莫愁迫入山洞。三人中以金輪國師武功最高，李莫愁最心狠手辣，鬼計多端要數楊過最為厲害，雖武功差一些，卻用計使金輪國師與尼摩星中了李莫愁「冰魄銀針」，李莫愁與楊過順利逃走。由於之前曾故意騙得尼摩星走入山洞，使其同為冰魄銀針所傷，尼摩星便使出渾身之力向金輪國師攻擊，金輪國師正全力運功療傷，相當武功全失，自然不及尼摩星，爭鬥之中二人皆受傷墮崖，尼摩星功力不及國師，一時間難以迫毒，便砍掉左腿，防止劇毒攻心，國師眼見尼摩星殘廢對自己也沒太大威脅，便點了尼摩星兩處大穴防止傷口惡化，尼摩星倒也投桃報李化解與國師的恩怨，二人便在荒谷中療傷一天一夜。 　　
療傷後，金輪國師與尼摩星返回蒙古軍營，途中遇到全真教的趙志敬和尹志平（新修版為甄志丙）與小龍女，趙志敬為逃避小龍女的迫殺便尋求金輪國師的保護，金輪國師得知趙志敬覬覦掌教之位，便有意擁立趙志敬成為新掌教以令全真教為蒙古賣命，二人開始密謀圍攻全真派大計，又與偷取王旗的「老顽童」周伯通「打賭」要周伯通自行到軍營取王旗，後來國師又派一心打算謀得掌教之位而巴結周伯通的趙志敬暗中引路，後來周伯通便在一個山洞中順利找得王旗，但被藏於洞中的蜘蛛咬傷，上了大當，幾乎喪命，原來，國師為阻止周伯通前往襄陽義助郭靖，加上為了要脅趙志敬籍控制全真教，不惜以毒蜘蛛企圖殺死周伯通，金輪國師奸計得逞一回，幸好，周伯通被暗中觀察的小龍女所救，而國師又以蜘蛛網封死洞口，國師把他們困在洞中一天一夜，國師因早前中了楊過與李莫愁奸計，一時不敢攻入洞穴，這一天中卻意外讓出手相救周伯通的小龍女習得左右互搏，卻意外使她武功超越公孫止、李莫愁等高手。後來，小龍女引來蜜蜂攻破洞口，並以蜂羣纏繞金輪國師，金輪國師順著蜂群逃至夭夭，小龍女與周伯通順利逃脫，同時周伯通亦以蜂毒除去蜘蛛毒性，金輪國師的陰謀再度失敗。
後來全真教一戰，金輪国師初遇跟學了左右互搏的小龙女心怯而不敵，後因她金針干擾，拼内力時敗於習得「玄鐡劍法」的楊過，霍都畏懼楊過而脱身逃跑，幸得達爾巴拼死護師才撿回性命。
回到蒙古後苦練武功，終於衝破「龍象般若功」第九層難關，達到第十層的境界。
在差不多十六年之後，與「鐵掌水上飄」、前鐵掌幫幫主慈恩大師展開激烈交戰，使出「龍象般若掌」與其「鐵掌」大戰一日一夜，最後以重撃送了其性命。
書中郭靖是金輪國師的主要勁敵，其女郭襄曾被國師用計誘拐，以牽制乃父；相處日久，國師卻對郭襄的聰敏和膽識十分賞識，欲收她為徒。郭襄初時礙於敵我之分，不願答應，對國師虛與委蛇，後終感於國師誠意拜其為師，學有瑜珈密乘之術。
在蒙古軍圍攻襄陽城的戰役中，金輪國師挾郭襄以為要脅，在火燒郭襄的高塔上憑藉「龍象般若掌」激鬥楊過，由於久鬥不成而偷襲她導致楊過重創，反而激發他的「黯然銷魂掌」，從而被打落高台而亡。
在新修版在郭襄遇險時捨命使用「龍象般若功」擊開火柱后當場力竭身亡。郭襄在其臨死之際淚喊最後一聲“師父”拜別，讓金輪國師無憾而終。同時楊過、黃蓉等也向金輪國師遺體致意感謝對郭襄的義舉。

## 武功
五輪大轉
空中飛起三支輪子，手中卻仍是各握一輪，這金銀銅鐵鉛五輪輕重不同，大小有異，他隨接隨擲，輪子出來時忽正忽歪，五輪運轉如飛。
龙象般若功
密宗至高無上的護法神功，共分十三层，功力成倍递增，越是往后，越难进展。
推經轉脈，易宮換穴
比歐陽鋒之逆轉全身經脈雖然大為不及，卻也是一門甚難修練的怪異神功。

## 不同版本
按照金庸新修訂版的角色設定，金輪國師是一修練藏傳武術的武學高手，受封為蒙古國第一國師。
在流傳甚廣的前版作品中，這位蒙古國師原稱「金輪法王」，是一來自西藏的僧人；後因與金庸另一作品《天龍八部》中的反派角色鳩摩智雷同，均為藏僧，作者遭人質疑對西藏佛教存有偏見，乃將「金輪法王」的背景設定稍作修改，並特別聲明其對藏傳佛教的崇敬。（詳見《神鵰俠侶》新修版後記）
另外在前两版情節中，金輪法王雖有收徒之意，郭襄卻從未應允。而在新修訂版中，國師垂死之前竭盡全力接下空中跌落的大火柱救得郭襄性命，郭襄抱著國師又感又悲大叫師父,國師欣慰含笑而死。
此外，結局大戰襄陽中，築高臺意欲燒死郭襄從而逼迫郭靖投降的出策人在不同版本中也不同。在前兩版中，出策的是金輪法王本人；而在新修版中，出策的則是忽必烈左右手下，金輪國師顧及教派基業和弟子安危才無奈順從。

## 影视形象

### 劇集
- 鄭雷：香港佳藝電視《神鵰俠侶》（1976年）
- 張雷：香港無綫電視《神鵰俠侶》（1983年）
- 王圻生：台灣中視《神鵰俠侶》（1984年）
- 劉家輝：香港無綫電視《神鵰俠侶》（1995年）
- 鄭各評：新加坡新傳媒《神鵰俠侶》（1998年）
- 高捷：台灣台視《神鵰俠侶》（1998年）
- 巴音：中國中央電視台《神鵰俠侶》（2006年）
- 黑子：中國華夏視聽、于正工作室聯合出品《神鵰俠侶》（2014年）
- 宗峰岩：中國芒果娛樂、盛夏星空傳媒聯合出品《新神鵰俠侶》（待播）

### 電影
- 龍天翔：《楊過與小龍女》（1982年），邵氏公司